# ادی هارتونو
ادی هارتونو (انگلیسی: Eddy Hartono؛ زادهٔ ۱۹ ژوئیهٔ ۱۹۶۴) بدمینتون‌باز اهل اندونزی است.